# Хрушчовка
Хрушчовка (на руски: хрущёвка) е вид съветска жилищна тухлена или панелна сграда, обикновено на 5 етажа. Масовото изграждане на такива сгради в СССР започва по време на управлението на Никита Хрушчов, поради което те са наречени жаргонно на неговото име.
Периодът на строителство на Хрушчовка е между 1956 г. и 1980-те години. Общо са застроени около 290 милиона квадратни метра земя, което представлява около 10% от общата жилищна площ на Съветския съюз, а в резултат на това масивно строителство много хора се преместват от селото в града и хиляди семейства подобряват условията си на живот. Подобни сгради са построени и в останалата част на източния блок – в Чехословакия те се наричат „panelák“, в Унгария – „Panelház“ и в Източна Германия – „Plattenbau“.

## История
Традиционното зидарско строителство е трудоемко – строителните начинания са бавни и не могат да смогват на нуждите на пренаселените градове. За да се облекчи тежкия недостиг на жилища, през 1947 – 1951 г. съветските архитекти започват да оценяват различни технологии в опит да намалят както разходите за строителство, така и времето за изграждане на жилищни сгради. В хода на конвенция на архитектите през януари 1951 г., следена от Хрушчов (по това време партиен началник в Москва), е решено новата цел на съветските архитекти да е изнамирането на евтини и бързи технологии за увеличаване на съветския жилищен фонд.
В периода 1954 – 1961 г. съветският инженер Виталий Лагутенко, главен плановик на Москва от 1956 г., проектира и изпробва индустриализиран строителен процес, разчитащ на заводи за бетонни панели и бърз график на сглобяване. През 1961 г. институтът на Лагутенко публикува серия К-7. Това са предварително изработени пететажни сгради, които стават едни от най-разпознаваемите хрушчовки. В периода 1961 – 1968 г. са построени 64 000 (3 000 000 m2) блока от този тип в Москва. Въпреки това, ограниченото място в пренаселената съветска столица принуждава градските власти да преминат към строителство на 9-етажни и 12-етажни сгради. Последните пететажни хрушчовки в Москва са построени през 1971 г. Все пак, хрушчовки продължават да бъдат строени в други части на Съветския съюз до разпадането му.

## Характеристика на сградите
Хрушчовките представляват многостайни жилищни сгради, строени в стила на функционализма. Биват както панелни, така и тухлени, но най-известни са панелните. Разпространяват се много бързо, благодарение на бързото им издигане от предварително приготвени железобетонни панели. По принцип този тип жилища имат ниска топлоизолация на външните стени и слаба шумоизолация на вътрешните стени. Тухлените блокове са се строили най-вече в такива населени места, които не разполагат със свое домостроително предприятие. Все пак, скоростта на издигане на тези блокове често е за сметка на качеството им.
Височината на повечето хрушчовки е около 4 – 5 етажа. Това е така, защото 5 етажа е максималната височина на сградата, до която може да се строи, без да се изисква монтирането асансьор. Хрушчовките на по 2 – 3 етажа се срещат предимно в селските райони и малките градове. В някои са инсталирани и улеи за битови отпадъци.
Апартаментите в хрушчовките най-често са едностайни или двустайни, като тристайните се срещат рядко, а четиристайните – изключително рядко. Височината на тавана е от 2,45 до 2,6 m, по-рядко до 2,7 m. Площта на кухненското помещение най-често е от 4,9 до 7,1 m2 Жилищата са снабдени с основни комунални удобства: централно отопление, студено водоснабдяване, канализация, готварска печка. Топлото водоснабдяване може да бъде както централно, така и индивидуално, чрез бойлер. Повечето от апартаментите разполагат с балкон, като в някои блокове крайните апартаменти могат да имат и лоджия.
Панелните хрушчовки се подразделят на два вида, като едните са предназначени за временно решаване на жилищните нужди и със срок на експлоатация 25 – 30 години (макар някои от тях да се ползват и до ден днешен), а другите могат да бъдат обитавани по-дълго – 50-60години, като по-късните изследвания сочат, че животът им може да бъде удължен до 150 години при своевременни ремонтни работи. Тухлените хрушчовки са предназначени за експлоатация до 100 – 150 години. Въпреки това, някои блокове могат да станат негодни за живеене много по-рано, вследствие лошо техническо обслужване или ниското качество на строителството.

## Съвременно състояние
Днес хрушчовките се разрушават, за да се направи път за ново строителство с по-висока плътност. Москва планира да завърши този процес до 2015 г. Повече от 1300 от около 1700 сгради са вече разрушени от 2012 г. насам. Според първоначалния план в Москва разрушаването на сградите трябваше да бъде завършено през 2010 г., но краят сега е отложен за 2017 година.